# Ericeia robinsoni
Ericeia robinsoni là một loài bướm đêm trong họ Erebidae.